# Sint-Gangulfuskerk (Ronsele)

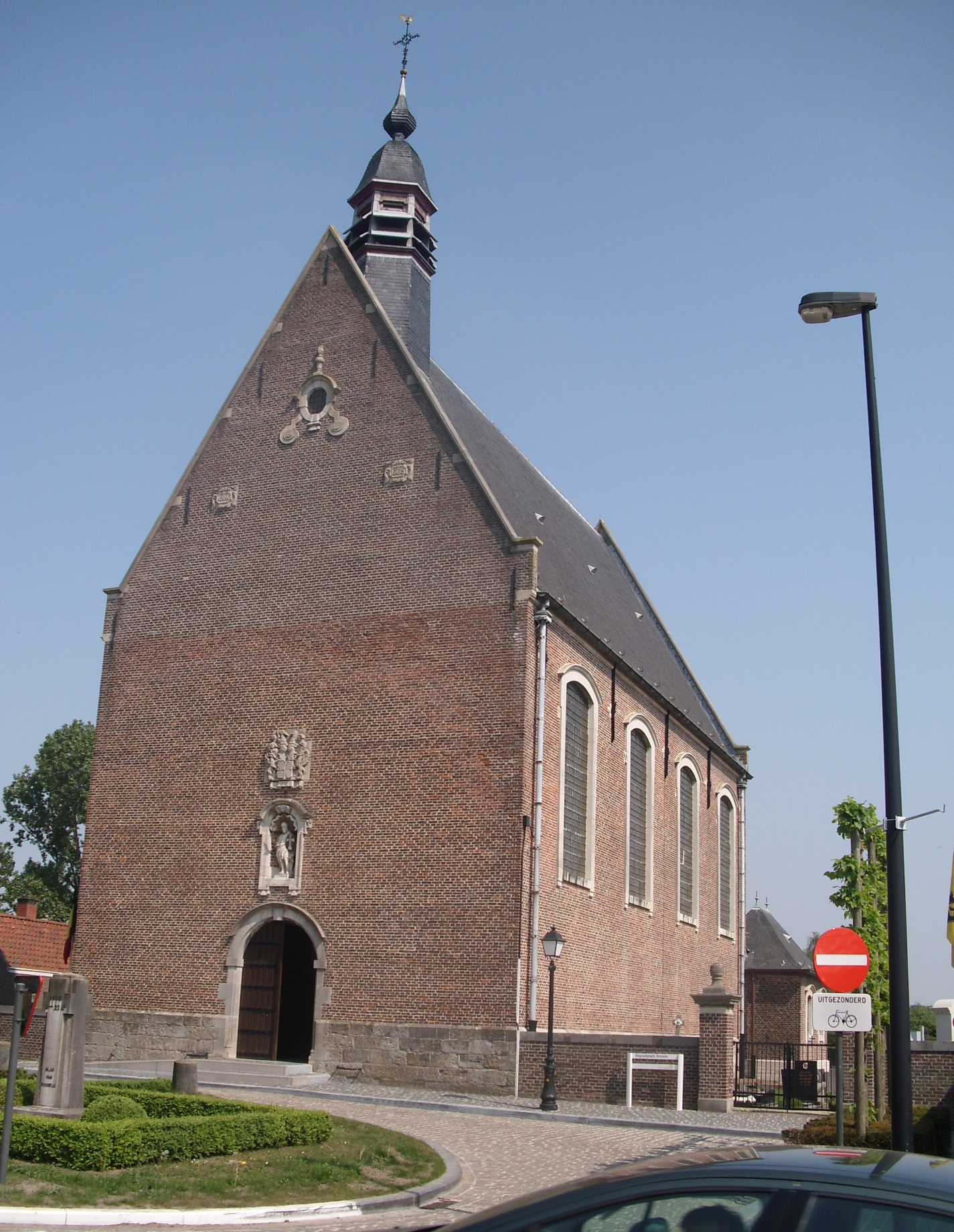
Sint-Gangulfuskerk

De Sint-Gangulfuskerk is de parochiekerk van de tot de Oost-Vlaamse gemeente Lievegem behorende plaats Ronsele, gelegen aan het Kerkplein.

## Geschiedenis
Een eerste vermelding van een kerkgebouw is van 1105, toen het patronaatsrecht van de kerk werd geschonken aan de Sint-Baafsabdij te Gent.
In 1568 werd de kerk door de beeldenstormers vernield, in 1613 werd hij provisorisch hersteld. In 1665 werd een geheel nieuwe kerk gebouwd. In 1900 werden, onder leiding van architect Hendrik Geirnaert, herstelwerkzaamheden uitgevoerd. In 1918 werd de kerk door oorlogshandelingen zwaar beschadigd, zodat een volledige herbouw noodzakelijk was. Deze werd uitgevoerd in 1922-1923 onder leiding van Valentin Vaerwyck, naar het voorbeeld van de vroegere kerk. In 1975 werd de kerk nog gerestaureerd.

## Gebouw
Het betreft een eenvoudig zaalkerkje in barokstijl, met vijfzijdig afgesloten koor en voorzien van een dakruiter. De kerk is uitgevoerd in baksteen met zandstenen ornamenten en omlijstingen. In de voorgevel bevindt zich een nis met daarin een Sint-Gangulfusbeeld, daarboven het wapenschild van de heren van Ronsele, de familie Adornes, en diens adagium: Animum Virtute Adorna.
De kerk wordt omringd door een kerkhof, waarop in 1935 de zeven staties van Onze-Lieve-Vrouw van Smarten werden geplaatst.

## Interieur
Van belang is de eikenhouten preekstoel van 1669, door N. Coaigne, waarvan het voetstuk vroeger als biechtstoel werd gebruikt. Ook is er een biechtstoel in renaissancestijl. Voorts zijn er enkele oude grafzerken, waaronder die van Anselme Frans Adornes, van 1679.